# Frank Cousins
Frank Cousins (Bulwell, 8 settembre 1904 – 11 giugno 1986) è stato un sindacalista britannico, e per trent'anni (dal 1938 al 1969) fu il più battagliero e popolare sostenitore dei diritti dei lavoratori.
A questa posizione egli giunse per la via più dura: primo dei dieci figli di un minatore, dovette ben presto guadagnarsi il pane lavorando in miniera prima, come camionista poi.
Iscrittosi al sindacato dei camionisti, grazie ad una eloquenza irruente e ad una passione politica fortissima ne divenne rapidamente il leader.
Nel 1955 fu eletto segretario generale della "Union" dei trasporti (uno dei sindacati più forti, con oltre un milione e mezzo di iscritti).
Da allora fece compiere una svolta al sindacato inglese: la sua concezione, forse un po' dogmatica, del socialismo lo portava a vedere in ogni forma di establishment (che venisse dai conservatori o dai laburisti) un nemico da combattere.

Ed egli combatté questo nemico con assoluta intransigenza e con un'irruenza che spesso lo portò ad atteggiamenti o espressioni irrispettose verso le istituzioni più consacrate; perciò fu acclamato dai lavoratori come Big Frank e temuto dagli industriali come Wild Man: un selvaggio, arrabbiato sindacalista.
Anche quando fu eletto ministro della Tecnologia nel Gabinetto Harold Wilson, diede ben presto le dimissioni: l'incarico lo allontanava dalle lotte sindacali e lo coinvolgeva nella linea politica laburista, centrata su un piano di restrizioni economiche da cui dissentiva.

Fu un gesto che suscitò scalpore, perché rappresentava lo scacco finale dei reiterati tentativi di collaborazione tra sindacati e governo.
Dal 1965 al 1966 fu deputato alla Camera dei comuni per il collegio di Nuneaton.
| Controllo di autorità | VIAF (EN) 91713667 · ISNI (EN) 0000 0000 7858 7877 · LCCN (EN) nb2008015667 · GND (DE) 11867028X |